# Perse qadjare
1794–1925
(231 ans)
Entités précédentes :
- Dynastie Zand

Entités suivantes :
- Iran pahlavi
- Empire russe

La Perse qadjare, également appelée l'Empire qadjar, officiellement le Sublime État de Perse (en persan : دولت علیّه ایران Dowlat-e Aliyye-ye Irân), désigne la Perse de 1794 à 1925, sous le règne de la dynastie Qadjar fondée par Agha Mohammad Khan, originaire de la tribu Qizilbash. Celui-ci renverse Lotf Ali Khan Zand en 1794 et Chahrokh Chah en 1796, réunissant leurs territoires sous son autorité en établissant la capitale à Téhéran.
À partir du début du XIXe siècle, le pouvoir des Qadjars est miné par la rivalité de la Russie et du Royaume-Uni dans le cadre du Grand Jeu. Les Britanniques voulaient protéger les routes vers l'Inde et s'opposaient aux Russes qui cherchaient à s'étendre en direction du golfe Persique et en Asie centrale. L'Iran perdit plusieurs territoires. Cependant le pays s'ouvrit à la modernité et aux techniques provenant de l'Occident.
Les dernières décennies furent marquées par une révolution constitutionnelle.
L'État kadjar fut appelé Sublime État de Perse ou Sublime État de l'Iran (en persan : دولت علیّه ایران / Dowlat-e Aliyye-ye Irân) dans le langage diplomatique. Il était aussi connu sous le nom des « Provinces gardées de la Perse » en persan (ممالک محروسه ایران / Mamâlek-e Mahruse-ye Irân).

## Histoire
Après la mort de Karim Khan en 1779, Agha Mohammad Khan, eunuque châtré par Karim, monte une rébellion contre les souverains de la dynastie Zand. Vers 1794, il a éliminé Lotf Ali Khan, le dernier souverain de cette dynastie, et prend le pouvoir, qu'il étend ensuite sur la Géorgie et dans le Caucase lors d'une campagne en 1795. Catherine II réplique en menant une expédition l'année suivante. La même année, Agha Mohammad conquiert le Khorassan, en renversant Chahrokh Chah de la dynastie afcharide.
Il fit de Téhéran la capitale du pays, « qui était alors une petite ville de 15 000 hab., à proximité relative des terrains de parcours de la tribu Kadjar dans le Mazanderan et le Gourgan, mais déjà sur le versant [sud] de l'Elbourz de façon à commander facilement le plateau iranien. »
La guerre russo-persane de 1804-1813 et les traités de Golestan (1812) et Turkmantchaï (1828) font perdre aux Qadjars leurs possessions dans le Caucase, au nord de l'Araxe. Puis, dans la seconde moitié du XIXe siècle, la Russie contraint les Qadjars à leur abandonner tous leurs territoires en Asie centrale. De leur côté les Britanniques envoient des troupes pour les empêcher de reprendre Hérat et les autres territoires d'Afghanistan qui avaient été perdus depuis les Séfévides. La perte d'Hérat est entérinée par le traité de Paris (1857).
Les premières tentatives de modernisation du pays ont lieu sous le règne de Nassereddine Chah, grâce à son premier ministre Amir Kabir entre 1835 et 1852 : il réforme le système fiscal, renforce le contrôle central sur l'administration, encourage le commerce et l'industrie, et tente de réduire l'influence du clergé chiite et des puissances étrangères. C'est lui qui fonde Dar ol-Fonoun, premier établissement d'enseignement supérieur en Perse. Il est assassiné sur ordre de certains membres de la cour qui craignent pour leurs privilèges. 
En 1871, sous l'influence de Mirza Hossein Khan Mochir-od-Dowleh, nouveau premier ministre du chah, se met en place un gouvernement de style européen. Mochir-od-Dowleh est assez rapidement révoqué par le chah, sous la pression des conservateurs, mais le mouvement réformateur est désormais en marche. Les Britanniques, vers qui les Persans se sont tournés pour contrer l'influence russe, conseillent au chah d'ouvrir le pays au commerce étranger ; en 1888, la rivière Karoun (Khouzestan) est ainsi ouverte au commerce étranger, tandis que Paul Reuter obtient une concession pour ouvrir la première banque en Iran. En 1890, une compagnie britannique obtient le monopole sur le tabac. Mais la révolte dite du Tabac, conduite par le clergé chiite, contraint le chah à annuler ces concessions. 

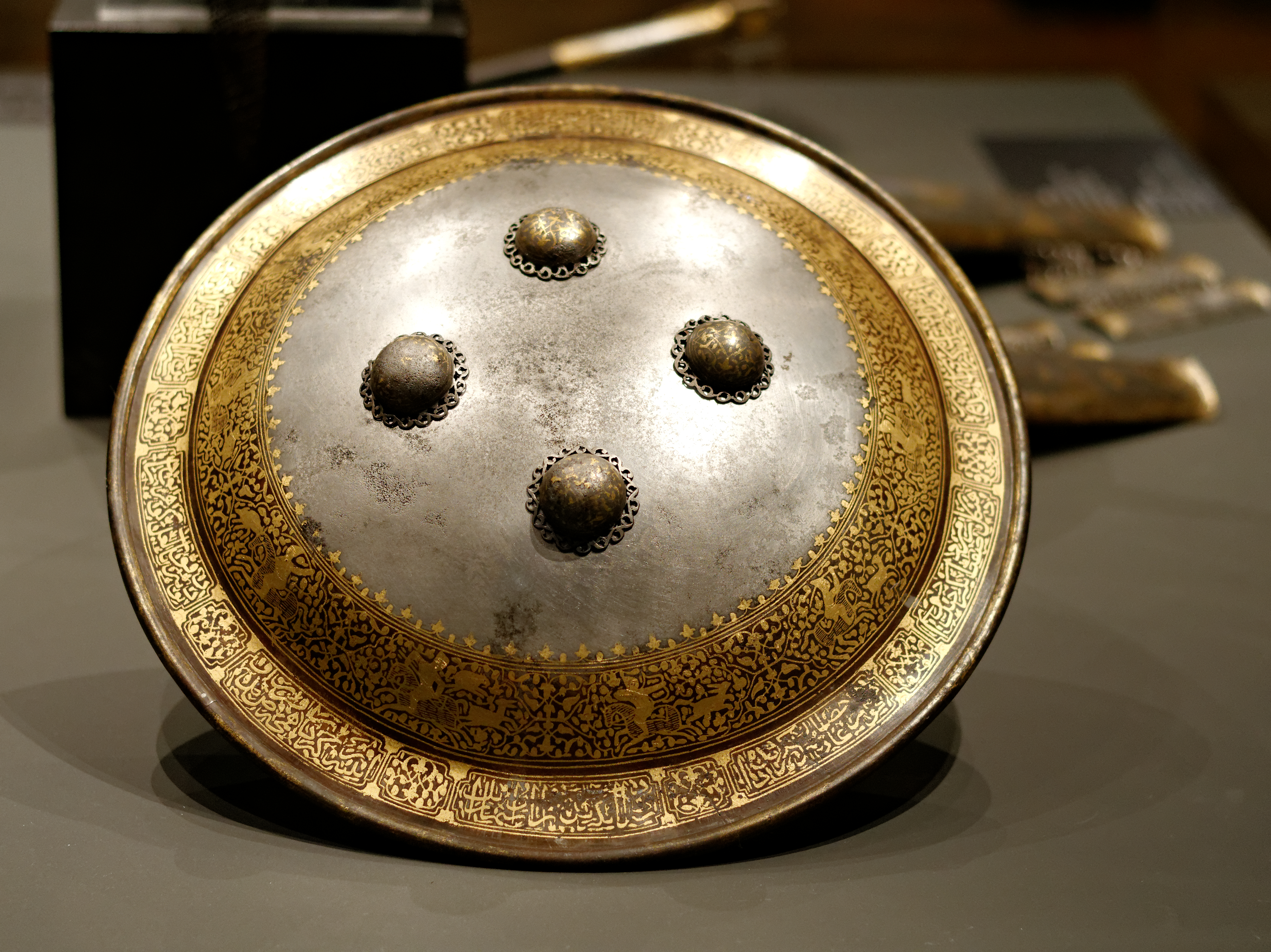
Bouclier Qadjar,.

Le long règne de Nassereddine Chah (près de cinquante ans), et ses voyages en Europe, qui sont les premières visites d'un souverain iranien en Occident, ouvrent aussi le pays à de nouveaux courants de pensée, auxquels une grande partie du clergé est hostile. 
Le chah est assassiné en 1896 par Mirza Reza Kermani. Cet événement, unique dans les annales de la Perse moderne, précède la révolution constitutionnelle (1905-1911) qui aboutit à doter l'Iran d'une constitution et d'un parlement ce qui en fait le deuxième pays musulman à adopter une constitution après l’Empire Ottoman. L'opposition à l'ingérence étrangère, aux concessions accordées à des Européens, aux idées nouvelles que sont en Iran la liberté et la démocratie, sont à l'origine de cette révolution qui, soutenue par une partie du clergé et le mécontentement populaire, emporte l'adhésion de grands marchands et d'intellectuels désireux de limiter les pouvoirs du chah. Une constitution est accordée par Mozaffareddine Chah le 30 décembre 1906, mais il meurt cinq jours après.
Mohammad Ali Chah, le fils de Mozaffareddine Chah, s'oppose à la constitution avec l'aide des Russes. En s'appuyant sur la brigade cosaque persane, en juin 1908 il fait bombarder le parlement, le Madjles, qu'il fait fermer après avoir fait arrêter les députés. Le pays entre alors dans une période despotique qui dure près d'un an. Car en juillet 1909, des forces constitutionnelles, arrivant de Rasht et de Tabriz après des batailles et de nombreuses victimes, rétablissent la constitution et destituent le souverain, qui s'exile en Russie.
Son fils, Ahmad Chah, accède au trône à l'âge de onze ans. Le pays connaît une autre période trouble. Il est occupé par les armées russes, britanniques et ottomanes durant la Première Guerre mondiale. Le jeune roi, démocrate, est incapable de garantir la stabilité du pays et de faire régner l'ordre.
La dynastie Qadjare est destituée par le Parlement en 1925. Alors qu'Ahmad Chah est en visite en Europe, Reza Khan, son premier ministre, mène un coup d'État et plusieurs membres du Madjles sont contraints de signer la destitution d'Ahmad Chah. Reza Khan accède ainsi au trône et fonde la dynastie Pahlavi en 1925. Ahmad Chah meurt en octobre 1930 en France, à Neuilly-sur-Seine.

### Liste des chahs
- 1786 – juin 1797 : Agha Mohammad Chah
- juin 1797 – 23 octobre 1834 : Fath Ali Chah
- 23 octobre 1834 – 4 juillet 1848 : Mohammad Chah
- 4 juillet 1848 – 1er juin 1896 : Nassereddine Chah
- 1er juin 1896 – 8 janvier 1907 : Mozaffareddine Chah
- 8 janvier 1907 – 16 juillet 1909 : Mohammad Ali Chah
- 16 juillet 1909 – 31 octobre 1925 : Ahmad Chah

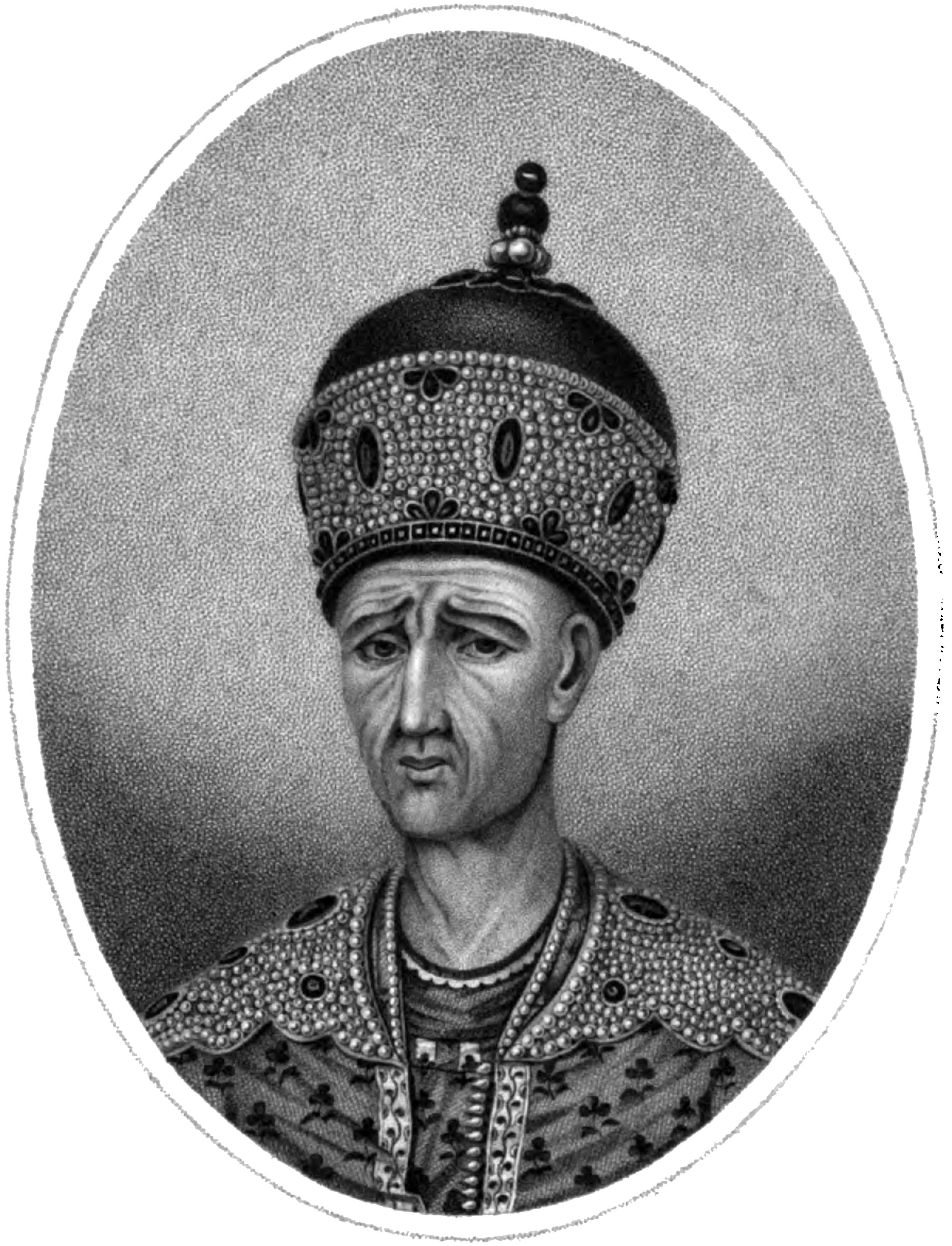
Agha Mohammad Chah (1742-1797)
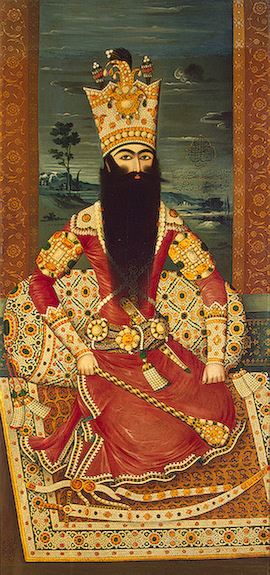
Fath Ali Chah Qadjar (1772-1834), peint par Mihr Ali
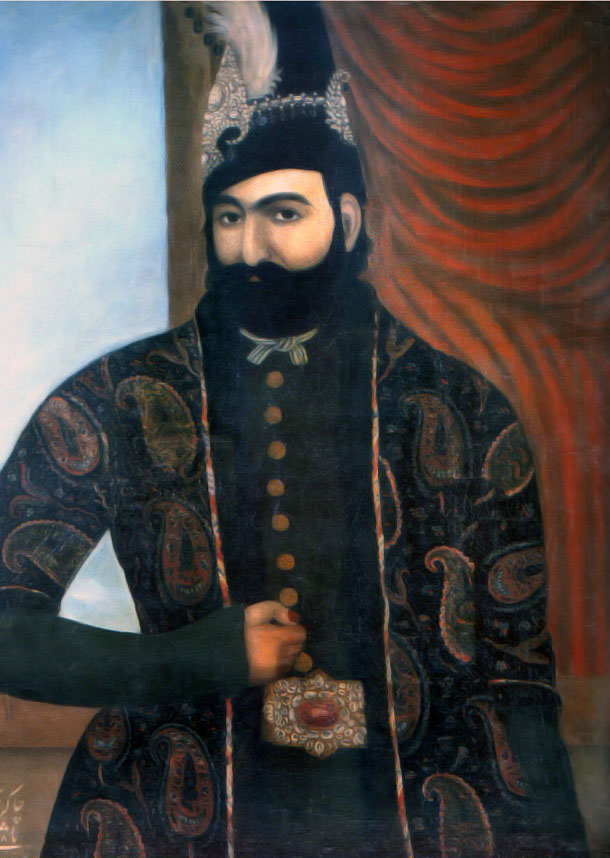
Mohammad Chah Qadjar (1808-1848)
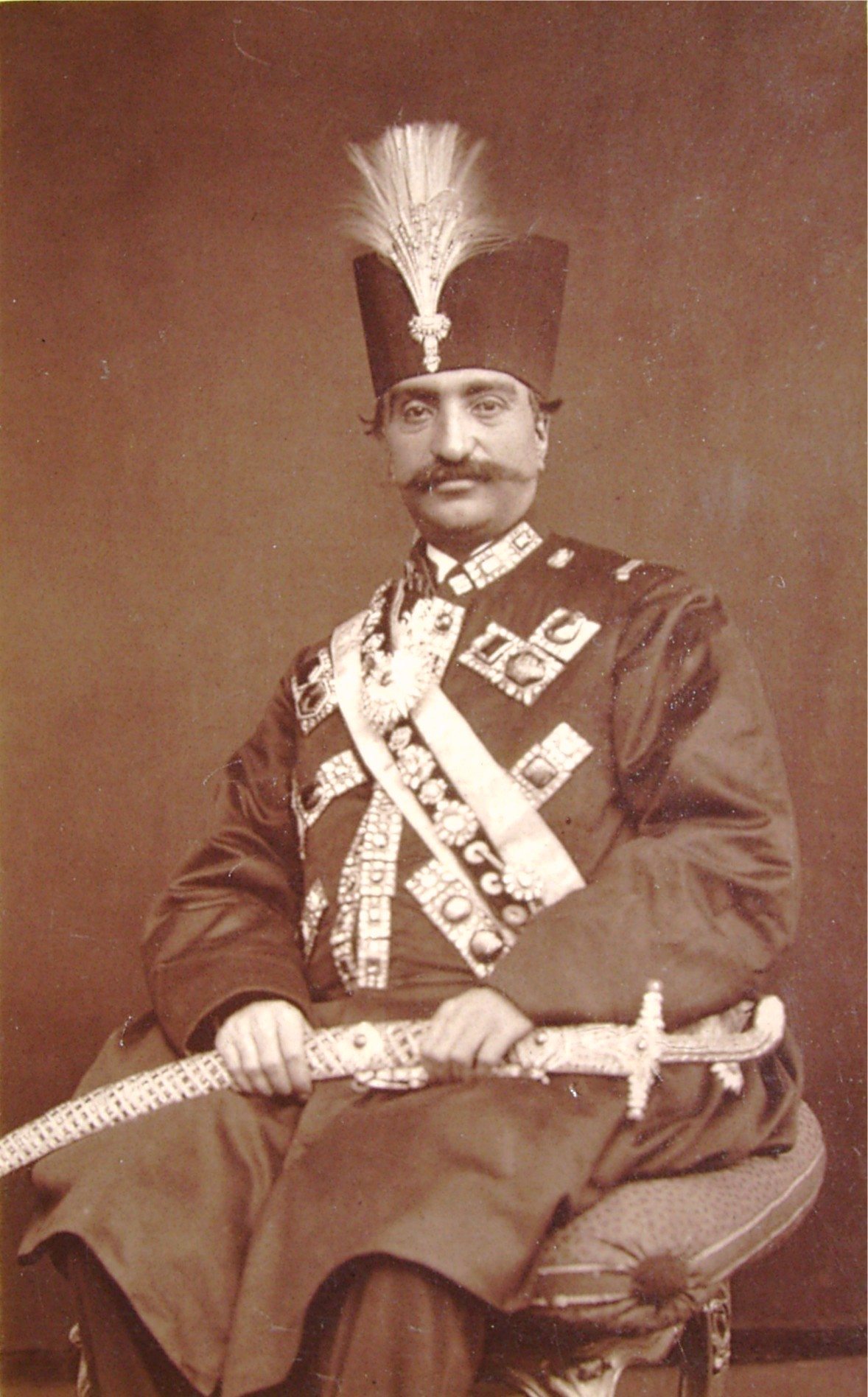
Nassereddine Chah (1831-1896)
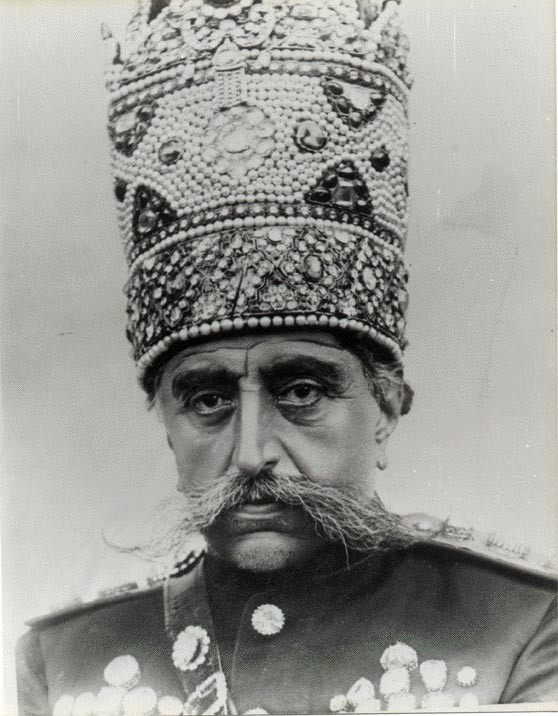
Mozaffareddine Chah (1853-1907)
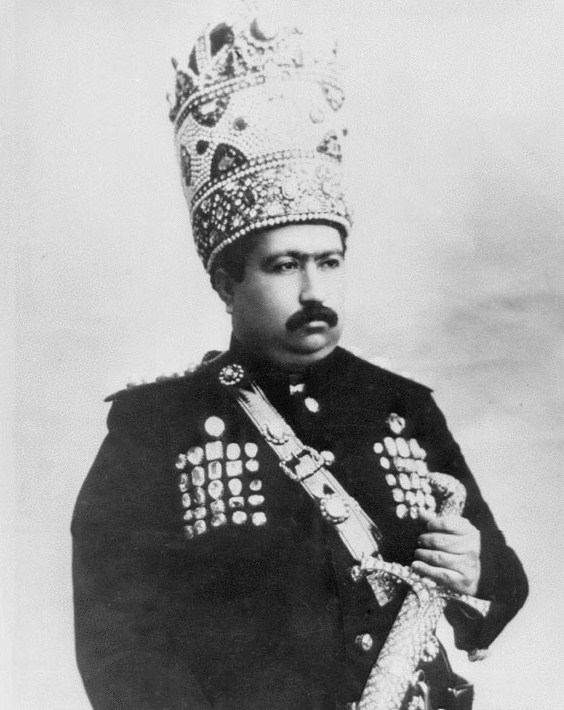
Mohammad Ali Chah (1872-1925)
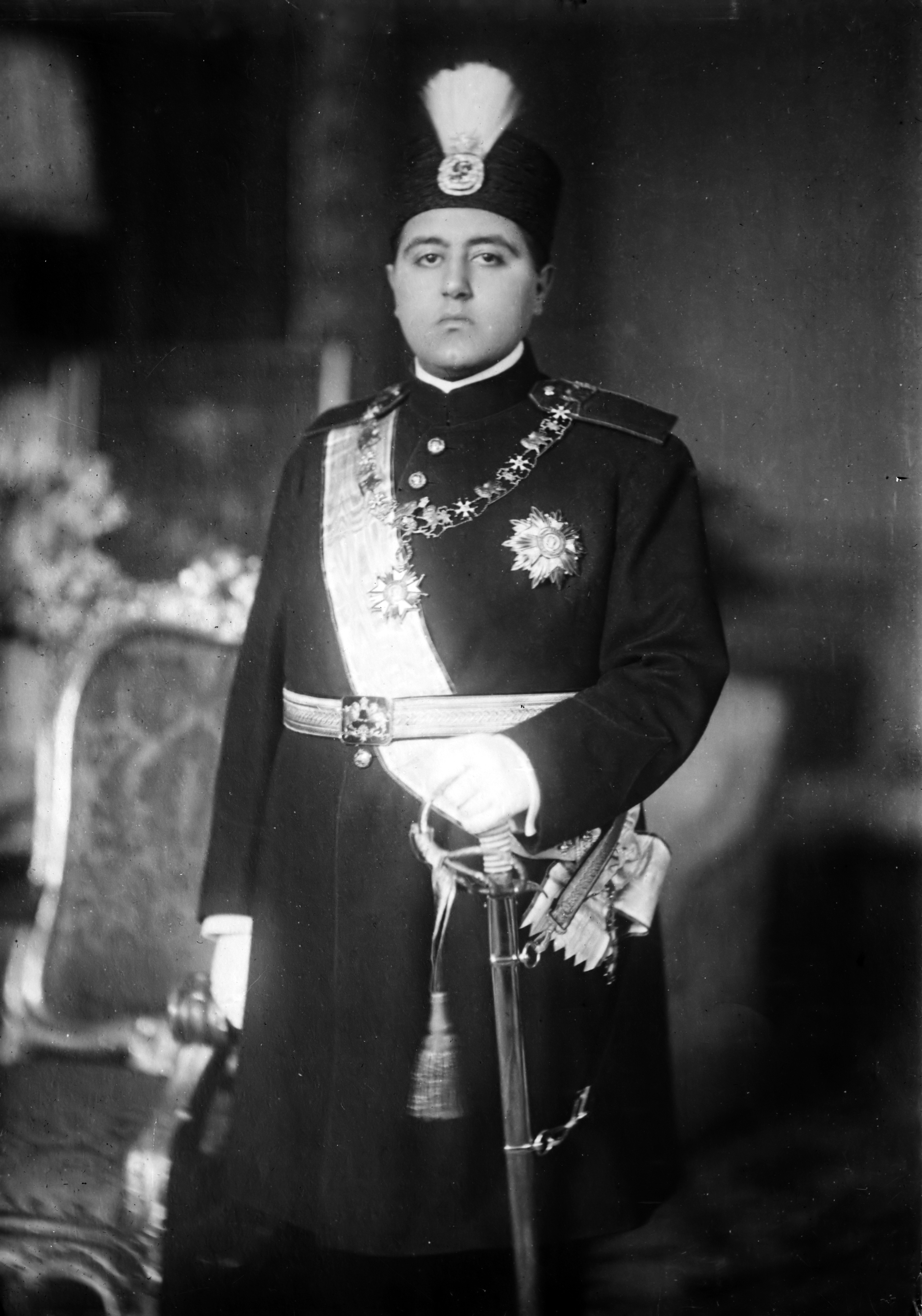
Ahmad Chah Qadjar (1898-1930)

## Administration provinciale
Pour les besoins fiscaux et civils, l'Iran kadjar fut divisé en provinces. Il exista cinq grandes provinces et un grand nombre de plus petites provinces au début du règne de Fath Ali Chah, une vingtaine de provinces en 1847, 39 provinces en 1886, mais seulement 18 provinces en 1906. Frederick Millingen avait rapporté en 1868 que la plupart des gouverneurs des provinces étaient des chahzadés.

## Armée
La Brigade cosaque persane, qui avait été fondée en 1879 pour protéger le chah, intégra l'armée en 1921.

## Emblèmes

### Hymnes

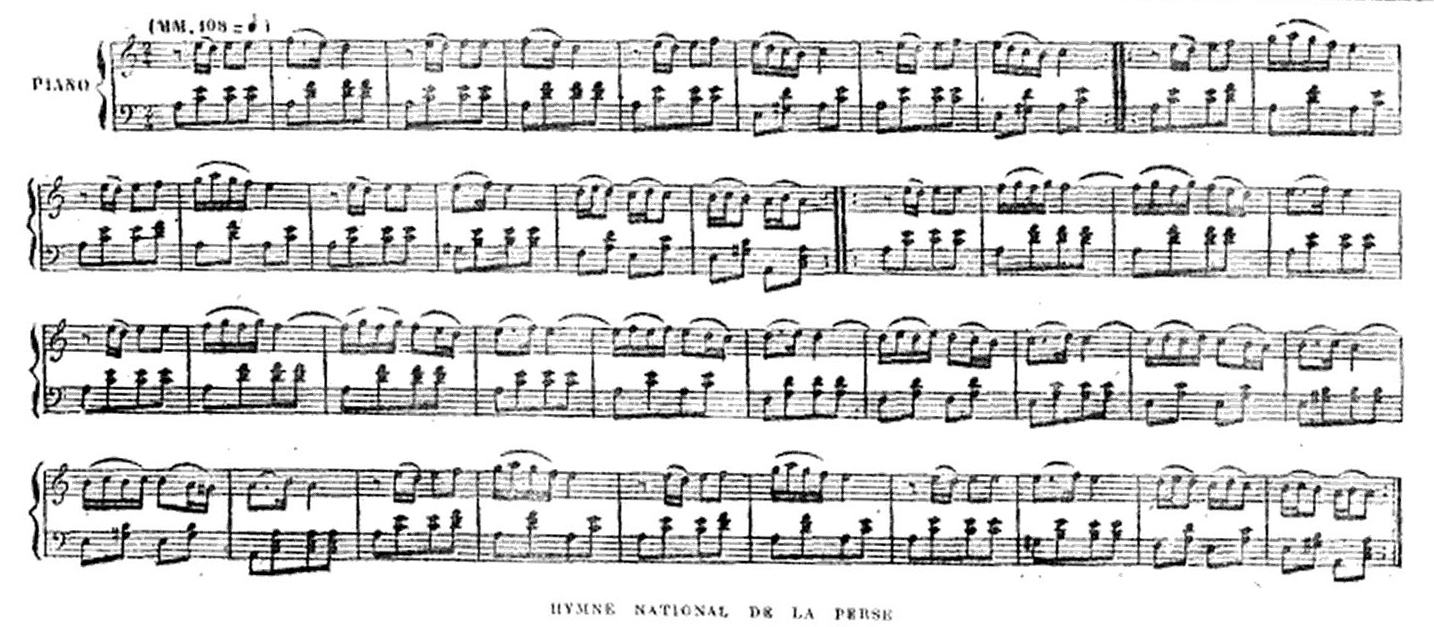
Hymne national de la Perse.

L'Hymne national persan fut l'hymne national et royal de l'Iran de 1873 à 1909, composé par Alfred Lemaire sur ordre de Nassereddine Chah.